# Secretaría de Desarrollo Agrario, Territorial y Urbano
La Secretaría de Desarrollo Agrario, Territorial y Urbano (SEDATU) és l'entitat del Govern de Mèxic encarregada dels temes de desenvolupament agrari, desenvolupament urbà i habitatge. Amb la seva creació, s'extingeix la Secretaría de la Reforma Agraria.

## Context
La SEDATU respon al plantejament realitzat per diversos acadèmics i experts que el govern de Mèxic requeria una instància a nivell ministerial que desenvolupés una política en matèria de desenvolupament de ciutats. De fet, el tema va ser part de la campanya presidencial de 2012, formant part de la plataforma política del candidat Gabriel Quadri.
Segons els seus crítics, la SEDATU requereix una bona quantitat de recursos humans, institucionals i tècnics, ja que ha d'enfrontar reptes no només en matèria de desenvolupament de ciutats i habitatge, sinó d'administració de terrenys de la Nació, amb clar impacte a les àrees naturals protegides.

## Funcions
La SEDATU fou creada per les reformes a la Ley Orgánica de la Administración Pública Federal, publicades en el Diario Oficial de la Federación el 2 de gener de 2013.
Les seves principals atribucions són:
- Aplicar la legislació agrària derivada de l'article 27 de la Constitució.
- Dissenyar i implementar polítiques de desenvolupament agrari.
- Administrar els terrens propietat de la Nació.
- Dissenyar i implementar una política de desenvolupament metropolità, inclòs la previsió de disponibilitat d'aigua determinada per la SEMARNAT.
- Desenvolupar polítiques en matèria d'habitatge i Urbanisme.

## Denominacions Anteriors
- (1934-1970) Departamento de Asuntos Agrarios y Colonización
- (1970-2012) Secretaría de la Reforma Agraria
- (2013-) Secretaría de Desarrollo Agrario, Territorial y Urbano

## Estructura
Per al seu funcionament, la SEDATU s'integra per les següents unitats administratives:
- Oficinas del C. Secretario
  - Dirección General de Delegaciones
  - Dirección General de Comunicación Social
- Subsecretaría de Ordenamiento de la Propiedad Rural
  - Dirección General de Concertación Agraria
  - Dirección General de Ordenamiento y Regulación
- Subsecretaría de Política Sectorial
  - Dirección General de Coordinación
  - Dirección General de Política y Planeación Agraria
- Comisión para la Regularización de la Tenencia de la Tierra (Corett)[6]
- Instituto del Fondo Nacional de la Vivienda para los Trabajadores (Infonavit)[6]
- Registro Agrario Nacional (RAN)[6]
- Fideicomiso Fondo Nacional de Habitaciones Populares (Fonhapo)[6]
- Comisión Nacional de la Vivienda (Conavi)[6]